# Лопатинский район (Курганская область)
Лопатинский район — административно-территориальная единица в составе Уральской, Челябинской и Курганской областей, существовавшая в 1923—1931 и 1935—1963 годах. Центр — село Лопатки.
Лопатинский район был образован в составе Курганского округа Уральской области в ноябре 1923 года.
В 1930 году окружное деление в СССР было отменено и район перешёл в прямое подчинение Уральской области.
В июне 1931 года Лопатинский район был упразднён, а его территория передана в Лебяжьевский район.
Лопатинский район был восстановлен в составе Челябинской области в январе 1935 года из частей Лебяжьевского (Батыревский, Большекуреинский, Воздвиженский, Гусиновский, Калашинский, Лопатинский, Малокуреинский, Моховской, Пеганский, Песьянский, Покровский, Приволинский, Степновский, Сухменский, Требушиненский, Худяковский и Хуторской с/с) и Половинского (Успенский с/с) районов.
6 февраля 1943 года Лопатинский район вошёл в состав Курганской области.
14 июня 1954 года были упразднены Гусиновский, Пеганский и Худяковский с/с, а Большекуреинский и Малокуреинский с/с были объединены в Куреинский с/с. 28 октября 1959 года Воздвиженский, Приволинский и Успенский были присоединены к Сухменскому с/с. 1 декабря 1960 года упразднён Покровский с/с. 16 июня 1962 года Песьянский с/с присоединён к Лопатинскому. 30 июля 1962 года Степновский с/с присоединён к Куреинскому, а Требушиненский — к Моховскому.
1 февраля 1963 года Лопатинский район был упразднён, а его территория передана в Лебяжьевский и Половинский районы.